# 5e étape du Tour d'Espagne 2019
Pour un article plus général, voir Tour d'Espagne 2019.
La 5e étape du Tour d'Espagne 2019 se déroule le mercredi 28 août 2019, sous la forme d'une étape accidentée, entre L'Eliana et Javalambre (en), sur une distance de 165,6 km.

## Résultats

### Classement de l'étape
| \| Classement de l'étape \| Classement de l'étape \| Classement de l'étape \| Classement de l'étape \| Classement de l'étape \| \| Coureur \| Coureur \| Pays \| Équipe \| Temps \| \| --------------------- \| --------------------- \| --------------------- \| -------------------------- \| --------------------- \| \| 1er \| Ángel Madrazo \| Espagne \| Burgos-BH \| 4 h 58 min 31 s \| \| 2e \| Jetse Bol \| Pays-Bas \| Burgos-BH \| + 10 s \| \| 3e \| José Herrada \| Espagne \| Cofidis, Solutions Crédits \| + 22 s \| \| 4e \| Miguel Ángel López \| Colombie \| Astana \| + 47 s \| \| 5e \| Alejandro Valverde \| Espagne \| Movistar Team \| + 59 s \| \| 6e \| Primož Roglič \| Slovénie \| Team Jumbo-Visma \| + 59 s \| \| 7e \| Tadej Pogačar \| Slovénie \| UAE Team Emirates \| + 1 min 29 s \| \| 8e \| Nairo Quintana \| Colombie \| Movistar Team \| + 1 min 41 s \| \| 9e \| Sepp Kuss \| États-Unis \| Team Jumbo-Visma \| + 1 min 41 s \| \| 10e \| Esteban Chaves \| Colombie \| Mitchelton-Scott \| + 1 min 46 s \| |                    |            |                            |                 |
| |                    |            |                            |                 |
| Source : ProCyclingStats |                    |            |                            |                 |
| Classement de l'étape |                    |            |                            |                 |
| Coureur | Coureur            | Pays       | Équipe                     | Temps           |
| 1er | Ángel Madrazo      | Espagne    | Burgos-BH                  | 4 h 58 min 31 s |
| 2e | Jetse Bol          | Pays-Bas   | Burgos-BH                  | + 10 s          |
| 3e | José Herrada       | Espagne    | Cofidis, Solutions Crédits | + 22 s          |
| 4e | Miguel Ángel López | Colombie   | Astana                     | + 47 s          |
| 5e | Alejandro Valverde | Espagne    | Movistar Team              | + 59 s          |
| 6e | Primož Roglič      | Slovénie   | Team Jumbo-Visma           | + 59 s          |
| 7e | Tadej Pogačar      | Slovénie   | UAE Team Emirates          | + 1 min 29 s    |
| 8e | Nairo Quintana     | Colombie   | Movistar Team              | + 1 min 41 s    |
| 9e | Sepp Kuss          | États-Unis | Team Jumbo-Visma           | + 1 min 41 s    |
| 10e | Esteban Chaves     | Colombie   | Mitchelton-Scott           | + 1 min 46 s    |

## Classements à l'issue de l'étape

### Classement général
| \| Classement général \| Classement général \| Classement général \| Classement général \| Classement général \| \| Coureur \| Coureur \| Pays \| Équipe \| Temps \| \| ------------------ \| ------------------ \| ------------------ \| ------------------ \| ------------------ \| \| 1er \| Miguel Ángel López \| Colombie \| Astana \| 18 h 55 min 21 s \| \| 2e \| Primož Roglič \| Slovénie \| Team Jumbo-Visma \| + 14 s \| \| 3e \| Nairo Quintana \| Colombie \| Movistar Team \| + 23 s \| \| 4e \| Alejandro Valverde \| Espagne \| Movistar Team \| + 28 s \| \| 5e \| Nicolas Roche \| Irlande \| Team Sunweb \| + 57 s \| \| 6e \| Rigoberto Urán \| Colombie \| EF Education First \| + 59 s \| \| 7e \| Esteban Chaves \| Colombie \| Mitchelton-Scott \| + 1 min 17 s \| \| 8e \| Rafał Majka \| Pologne \| Bora-Hansgrohe \| + 1 min 18 s \| \| 9e \| Tadej Pogačar \| Slovénie \| UAE Team Emirates \| + 1 min 49 s \| \| 10e \| Wilco Kelderman \| Pays-Bas \| Team Sunweb \| + 1 min 50 s \| |                    |          |                    |                  |
| |                    |          |                    |                  |
| Source : ProCyclingStats |                    |          |                    |                  |
| Classement général |                    |          |                    |                  |
| Coureur | Coureur            | Pays     | Équipe             | Temps            |
| 1er | Miguel Ángel López | Colombie | Astana             | 18 h 55 min 21 s |
| 2e | Primož Roglič      | Slovénie | Team Jumbo-Visma   | + 14 s           |
| 3e | Nairo Quintana     | Colombie | Movistar Team      | + 23 s           |
| 4e | Alejandro Valverde | Espagne  | Movistar Team      | + 28 s           |
| 5e | Nicolas Roche      | Irlande  | Team Sunweb        | + 57 s           |
| 6e | Rigoberto Urán     | Colombie | EF Education First | + 59 s           |
| 7e | Esteban Chaves     | Colombie | Mitchelton-Scott   | + 1 min 17 s     |
| 8e | Rafał Majka        | Pologne  | Bora-Hansgrohe     | + 1 min 18 s     |
| 9e | Tadej Pogačar      | Slovénie | UAE Team Emirates  | + 1 min 49 s     |
| 10e | Wilco Kelderman    | Pays-Bas | Team Sunweb        | + 1 min 50 s     |

| Classement par points | Classement par points | Classement par points | Classement par points  | Classement par points |
| Coureur               | Coureur               | Pays                  | Équipe                 | Points                |
| --------------------- | --------------------- | --------------------- | ---------------------- | --------------------- |
| 1er                   | Sam Bennett           | Irlande               | Bora-Hansgrohe         | 45 pts                |
| 2e                    | Fabio Jakobsen        | Pays-Bas              | Deceuninck-Quick Step  | 34 pts                |
| 3e                    | Nairo Quintana        | Colombie              | Movistar Team          | 33 pts                |
| 4e                    | Primož Roglič         | Slovénie              | Team Jumbo-Visma       | 28 pts                |
| 5e                    | Ángel Madrazo         | Espagne               | Burgos-BH              | 26 pts                |
| 6e                    | Luka Mezgec           | Slovénie              | Mitchelton-Scott       | 25 pts                |
| 7e                    | Jetse Bol             | Pays-Bas              | Burgos-BH              | 24 pts                |
| 8e                    | Nicolas Roche         | Irlande               | Team Sunweb            | 22 pts                |
| 9e                    | Edward Theuns         | Belgique              | Trek-Segafredo         | 22 pts                |
| 10e                   | Jon Aberasturi        | Espagne               | Caja Rural-Seguros RGA | 22 pts                |

| Classement par points | Classement par points | Classement par points | Classement par points  | Classement par points |
| Coureur               | Coureur               | Pays                  | Équipe                 | Points                |
| --------------------- | --------------------- | --------------------- | ---------------------- | --------------------- |
| 1er                   | Sam Bennett           | Irlande               | Bora-Hansgrohe         | 45 pts                |
| 2e                    | Fabio Jakobsen        | Pays-Bas              | Deceuninck-Quick Step  | 34 pts                |
| 3e                    | Nairo Quintana        | Colombie              | Movistar Team          | 33 pts                |
| 4e                    | Primož Roglič         | Slovénie              | Team Jumbo-Visma       | 28 pts                |
| 5e                    | Ángel Madrazo         | Espagne               | Burgos-BH              | 26 pts                |
| 6e                    | Luka Mezgec           | Slovénie              | Mitchelton-Scott       | 25 pts                |
| 7e                    | Jetse Bol             | Pays-Bas              | Burgos-BH              | 24 pts                |
| 8e                    | Nicolas Roche         | Irlande               | Team Sunweb            | 22 pts                |
| 9e                    | Edward Theuns         | Belgique              | Trek-Segafredo         | 22 pts                |
| 10e                   | Jon Aberasturi        | Espagne               | Caja Rural-Seguros RGA | 22 pts                |

| Classement de la montagne | Classement de la montagne | Classement de la montagne | Classement de la montagne  | Classement de la montagne |
| Coureur                   | Coureur                   | Pays                      | Équipe                     | Points                    |
| ------------------------- | ------------------------- | ------------------------- | -------------------------- | ------------------------- |
| 1er                       | Ángel Madrazo             | Espagne                   | Burgos-BH                  | 33 pts                    |
| 2e                        | Jetse Bol                 | Pays-Bas                  | Burgos-BH                  | 11 pts                    |
| 3e                        | Alejandro Valverde        | Espagne                   | Movistar Team              | 6 pts                     |
| 4e                        | José Herrada              | Espagne                   | Cofidis, Solutions Crédits | 6 pts                     |
| 5e                        | Sander Armée              | Belgique                  | Lotto-Soudal               | 4 pts                     |
| 6e                        | Jelle Wallays             | Belgique                  | Lotto-Soudal               | 3 pts                     |
| 7e                        | Pierre Latour             | France                    | AG2R La Mondiale           | 3 pts                     |
| 8e                        | Jonathan Lastra           | Espagne                   | Caja Rural-Seguros RGA     | 3 pts                     |
| 9e                        | Miguel Ángel López        | Colombie                  | Astana                     | 2 pts                     |
| 10e                       | Ruben Guerreiro           | Portugal                  | Katusha-Alpecin            | 2 pts                     |

| Classement de la montagne | Classement de la montagne | Classement de la montagne | Classement de la montagne  | Classement de la montagne |
| Coureur                   | Coureur                   | Pays                      | Équipe                     | Points                    |
| ------------------------- | ------------------------- | ------------------------- | -------------------------- | ------------------------- |
| 1er                       | Ángel Madrazo             | Espagne                   | Burgos-BH                  | 33 pts                    |
| 2e                        | Jetse Bol                 | Pays-Bas                  | Burgos-BH                  | 11 pts                    |
| 3e                        | Alejandro Valverde        | Espagne                   | Movistar Team              | 6 pts                     |
| 4e                        | José Herrada              | Espagne                   | Cofidis, Solutions Crédits | 6 pts                     |
| 5e                        | Sander Armée              | Belgique                  | Lotto-Soudal               | 4 pts                     |
| 6e                        | Jelle Wallays             | Belgique                  | Lotto-Soudal               | 3 pts                     |
| 7e                        | Pierre Latour             | France                    | AG2R La Mondiale           | 3 pts                     |
| 8e                        | Jonathan Lastra           | Espagne                   | Caja Rural-Seguros RGA     | 3 pts                     |
| 9e                        | Miguel Ángel López        | Colombie                  | Astana                     | 2 pts                     |
| 10e                       | Ruben Guerreiro           | Portugal                  | Katusha-Alpecin            | 2 pts                     |

| Classement du meilleur jeune | Classement du meilleur jeune | Classement du meilleur jeune | Classement du meilleur jeune  | Classement du meilleur jeune |
| Coureur                      | Coureur                      | Pays                         | Équipe                        | Temps                        |
| ---------------------------- | ---------------------------- | ---------------------------- | ----------------------------- | ---------------------------- |
| 1er                          | Miguel Ángel López           | Colombie                     | Astana                        | 18 h 55 min 21 s             |
| 2e                           | Tadej Pogačar                | Slovénie                     | UAE Team Emirates             | + 1 min 49 s                 |
| 3e                           | Sergio Higuita               | Colombie                     | EF Education First            | + 2 min 40 s                 |
| 4e                           | Ruben Guerreiro              | Portugal                     | Katusha-Alpecin               | + 3 min 18 s                 |
| 5e                           | Óscar Rodríguez Garaicoechea | Espagne                      | Euskadi Basque Country-Murias | + 3 min 31 s                 |
| 6e                           | Daniel Martínez              | Colombie                     | EF Education First            | + 3 min 49 s                 |
| 7e                           | Cristian Rodríguez           | Espagne                      | Caja Rural-Seguros RGA        | + 4 min 28 s                 |
| 8e                           | James Knox                   | Royaume-Uni                  | Deceuninck-Quick Step         | + 5 min 08 s                 |
| 9e                           | Mark Padun                   | Ukraine                      | Bahrain-Merida                | + 5 min 36 s                 |
| 10e                          | Hugh Carthy                  | Royaume-Uni                  | EF Education First            | + 5 min 43 s                 |

| Classement du meilleur jeune | Classement du meilleur jeune | Classement du meilleur jeune | Classement du meilleur jeune  | Classement du meilleur jeune |
| Coureur                      | Coureur                      | Pays                         | Équipe                        | Temps                        |
| ---------------------------- | ---------------------------- | ---------------------------- | ----------------------------- | ---------------------------- |
| 1er                          | Miguel Ángel López           | Colombie                     | Astana                        | 18 h 55 min 21 s             |
| 2e                           | Tadej Pogačar                | Slovénie                     | UAE Team Emirates             | + 1 min 49 s                 |
| 3e                           | Sergio Higuita               | Colombie                     | EF Education First            | + 2 min 40 s                 |
| 4e                           | Ruben Guerreiro              | Portugal                     | Katusha-Alpecin               | + 3 min 18 s                 |
| 5e                           | Óscar Rodríguez Garaicoechea | Espagne                      | Euskadi Basque Country-Murias | + 3 min 31 s                 |
| 6e                           | Daniel Martínez              | Colombie                     | EF Education First            | + 3 min 49 s                 |
| 7e                           | Cristian Rodríguez           | Espagne                      | Caja Rural-Seguros RGA        | + 4 min 28 s                 |
| 8e                           | James Knox                   | Royaume-Uni                  | Deceuninck-Quick Step         | + 5 min 08 s                 |
| 9e                           | Mark Padun                   | Ukraine                      | Bahrain-Merida                | + 5 min 36 s                 |
| 10e                          | Hugh Carthy                  | Royaume-Uni                  | EF Education First            | + 5 min 43 s                 |

| Classement par équipes | Classement par équipes | Classement par équipes | Classement par équipes |
| Équipe                 | Équipe                 | Pays                   | Temps                  |
| ---------------------- | ---------------------- | ---------------------- | ---------------------- |
| 1re                    | Movistar Team          | Espagne                | 56 h 19 min 51 s       |
| 2e                     | Team Jumbo-Visma       | Pays-Bas               | + 39 s                 |
| 3e                     | EF Education First     | États-Unis             | + 3 min 47 s           |
| 4e                     | Team Sunweb            | Allemagne              | + 4 min 24 s           |
| 5e                     | Astana                 | Kazakhstan             | + 7 min 26 s           |
| 6e                     | Mitchelton-Scott       | Australie              | + 9 min 00 s           |
| 7e                     | UAE Team Emirates      | Émirats arabes unis    | + 9 min 10 s           |
| 8e                     | AG2R La Mondiale       | France                 | + 9 min 43 s           |
| 9e                     | Bahrain-Merida         | Bahreïn                | + 10 min 36 s          |
| 10e                    | Dimension Data         | Afrique du Sud         | + 11 min 42 s          |

| Classement par équipes | Classement par équipes | Classement par équipes | Classement par équipes |
| Équipe                 | Équipe                 | Pays                   | Temps                  |
| ---------------------- | ---------------------- | ---------------------- | ---------------------- |
| 1re                    | Movistar Team          | Espagne                | 56 h 19 min 51 s       |
| 2e                     | Team Jumbo-Visma       | Pays-Bas               | + 39 s                 |
| 3e                     | EF Education First     | États-Unis             | + 3 min 47 s           |
| 4e                     | Team Sunweb            | Allemagne              | + 4 min 24 s           |
| 5e                     | Astana                 | Kazakhstan             | + 7 min 26 s           |
| 6e                     | Mitchelton-Scott       | Australie              | + 9 min 00 s           |
| 7e                     | UAE Team Emirates      | Émirats arabes unis    | + 9 min 10 s           |
| 8e                     | AG2R La Mondiale       | France                 | + 9 min 43 s           |
| 9e                     | Bahrain-Merida         | Bahreïn                | + 10 min 36 s          |
| 10e                    | Dimension Data         | Afrique du Sud         | + 11 min 42 s          |